# Gare de Thiviers
La gare de Thiviers est une gare ferroviaire française située sur le territoire de la commune de Thiviers, dans le département de la Dordogne en région Nouvelle-Aquitaine.
C'est une gare de la Société nationale des chemins de fer français (SNCF), du réseau TER Nouvelle-Aquitaine, desservie par des trains express régionaux.

## Situation ferroviaire
Établie à 254 m d'altitude, la gare de Thiviers est située au point kilométrique (PK) 463,440 de la ligne de Limoges-Bénédictins à Périgueux entre les gares ouvertes de La Coquille et de Négrondes. C'est une ancienne gare de bifurcation, origine de la ligne de Thiviers à Saint-Aulaire (fermée) et aboutissement de la ligne du Quéroy-Pranzac à Thiviers.

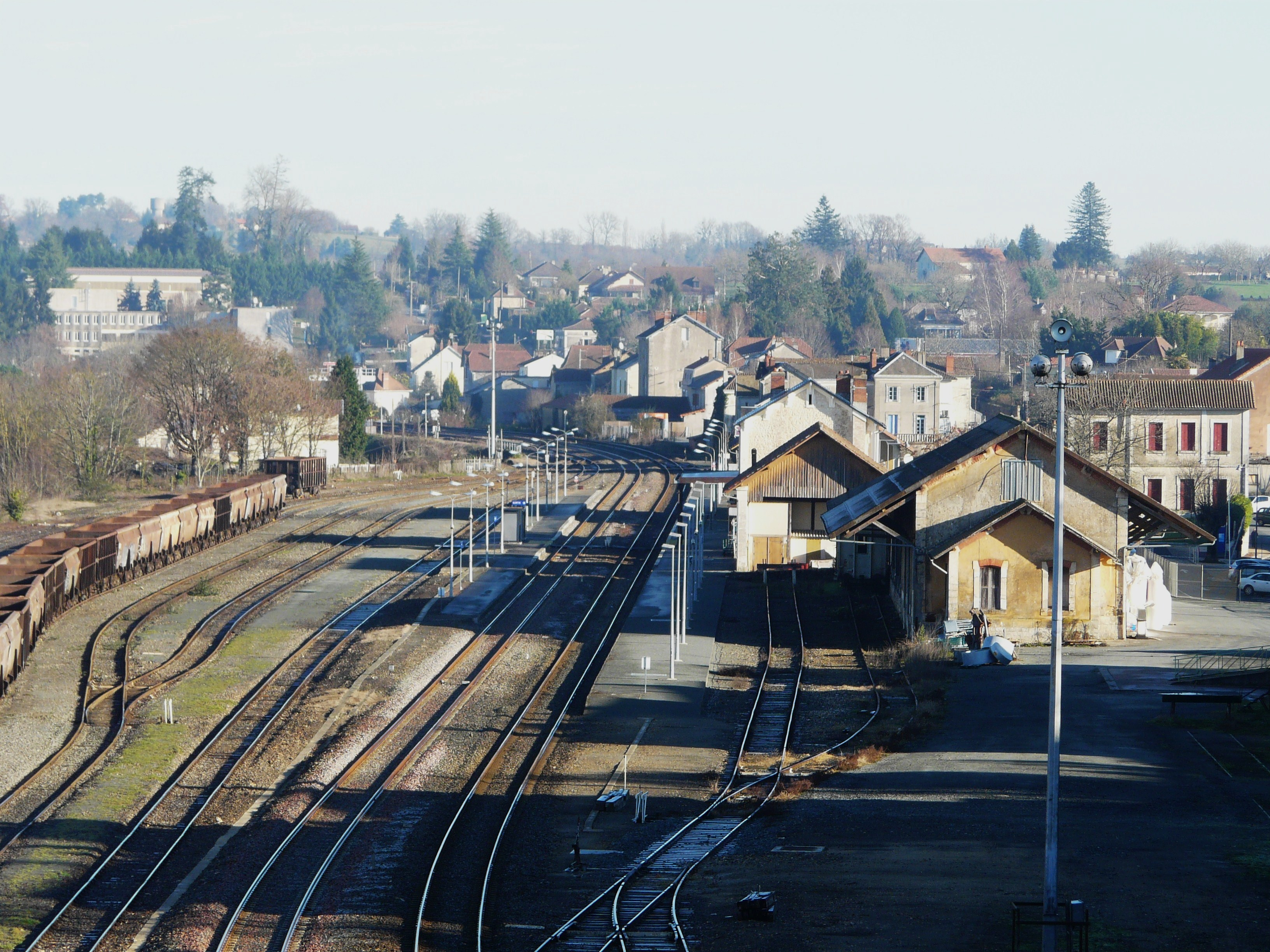
Vue d'ensemble du faisceau des voies.

## Histoire

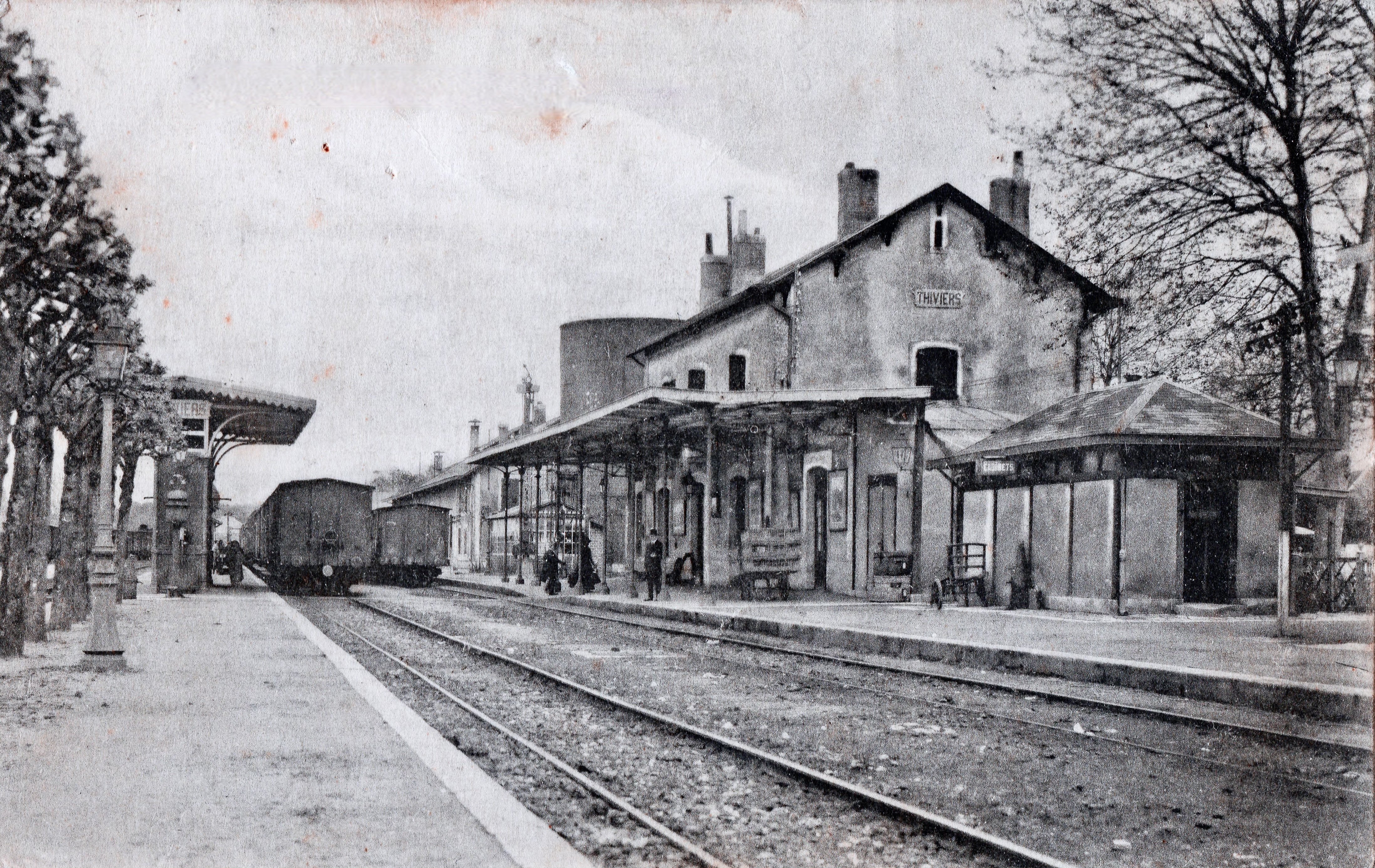
La gare en 1913.

La recette annuelle de la gare est de 331 665 francs en 1881 et de 306 559 francs en 1882.

En 2018, la totalité du fret en gare de Thiviers est constituée par la production annuelle de 1,3 million de tonnes de granulats de diorite en provenance de la carrière de Planeaux, exploitée par les « Carrières de Thiviers ».

## Fréquentation
La fréquentation de la gare est détaillée dans le tableau ci-dessous :
|           | 2015    | 2016    | 2017    | 2018    | 2019    | 2020   | 2021   | 2022    | 2023    |
| --------- | ------- | ------- | ------- | ------- | ------- | ------ | ------ | ------- | ------- |
| Voyageurs | 115 606 | 117 815 | 121 456 | 100 021 | 109 391 | 75 710 | 98 132 | 115 906 | 125 501 |

## Service des voyageurs

### Accueil
Gare SNCF, elle dispose d'un bâtiment voyageurs, avec guichet, ouvert tous les jours.

### Desserte
Thiviers est desservie par les trains TER Nouvelle-Aquitaine qui effectuent des missions entre :
- Bordeaux-Saint-Jean et Limoges-Bénédictins ;
- Périgueux et Limoges-Bénédictins.

### Intermodalité
Un parc à vélos et un parking pour les véhicules sont aménagés.

## Galerie de photographies

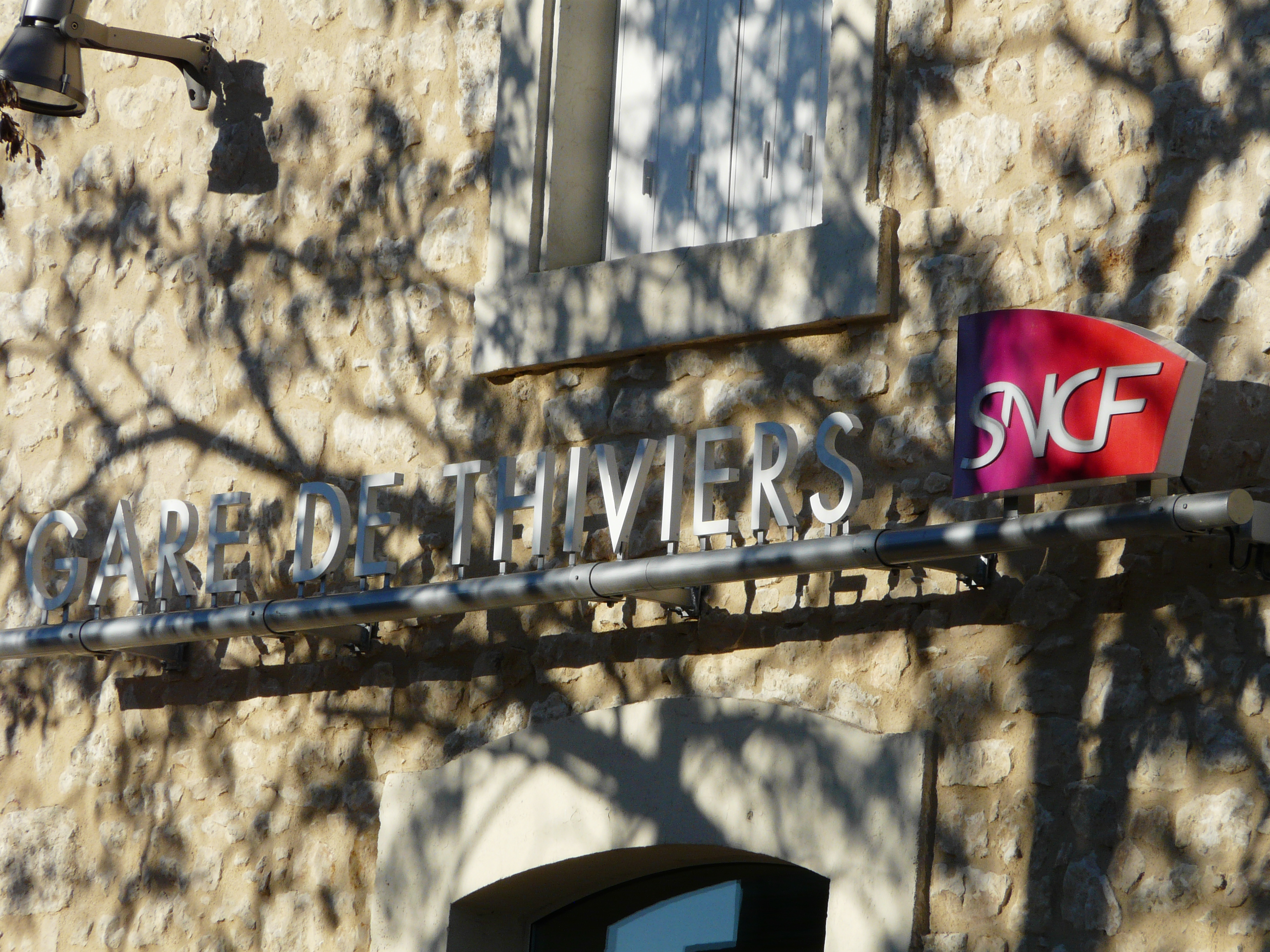
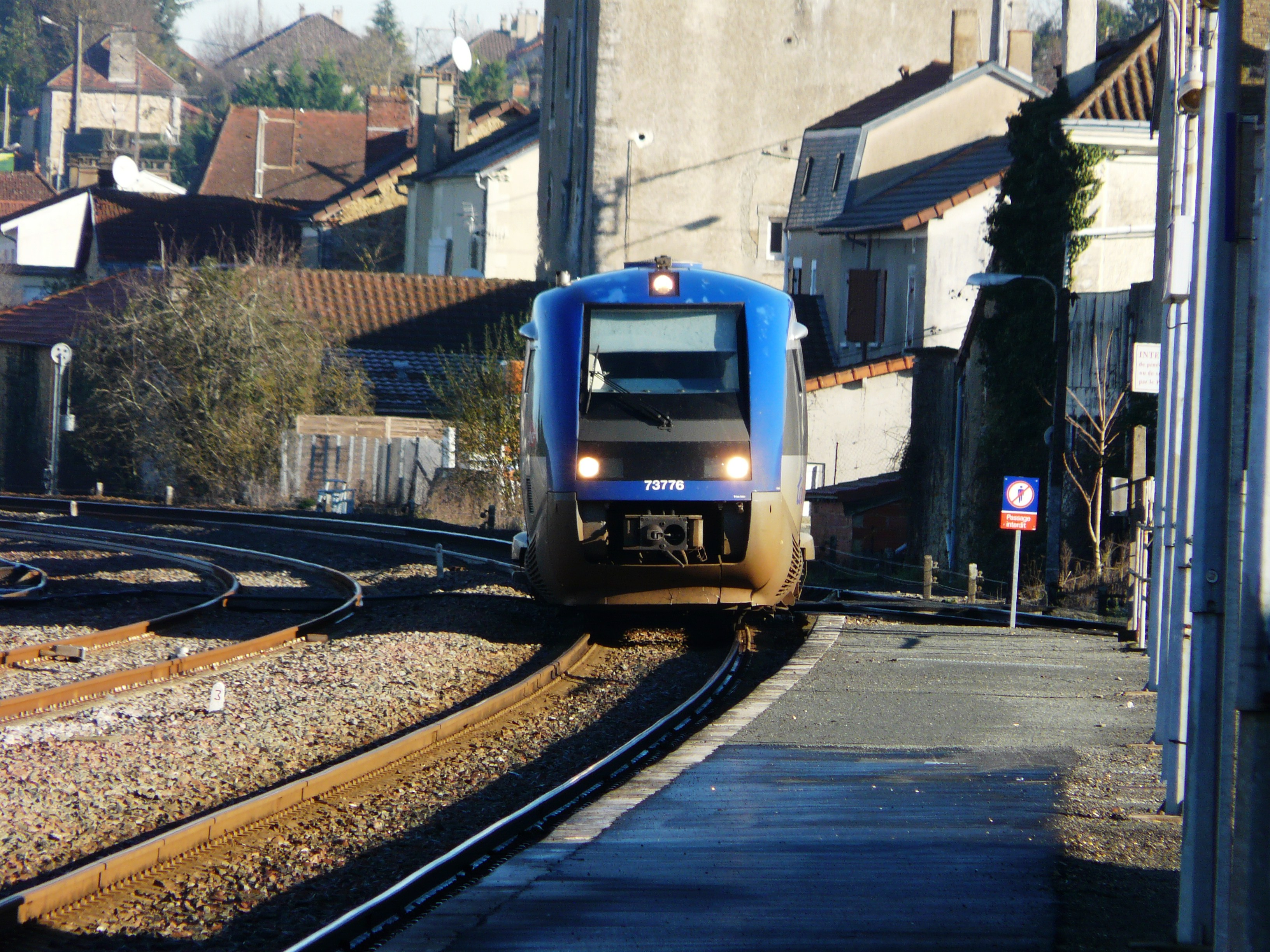
TER entrant en gare.
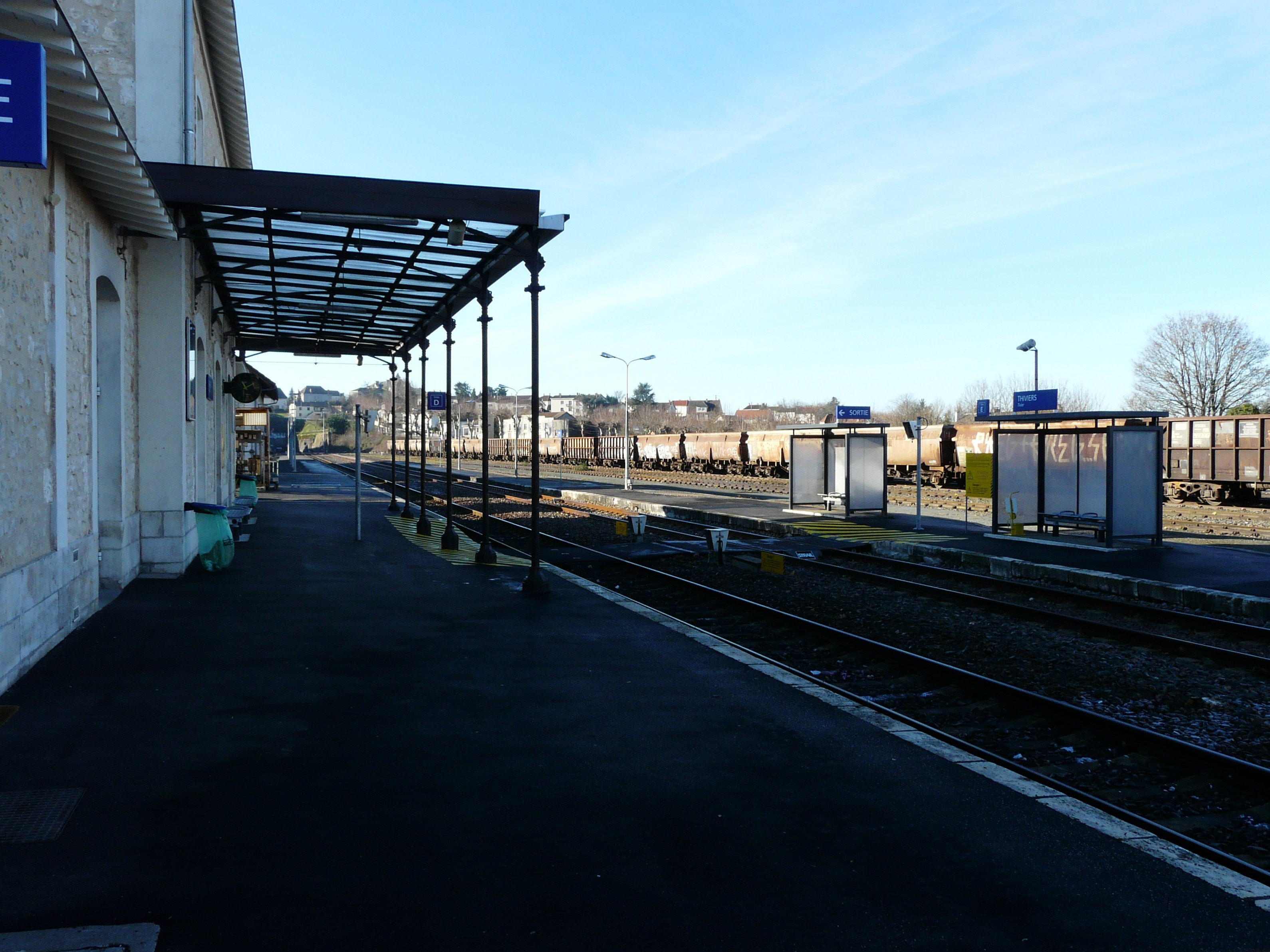
Quai.
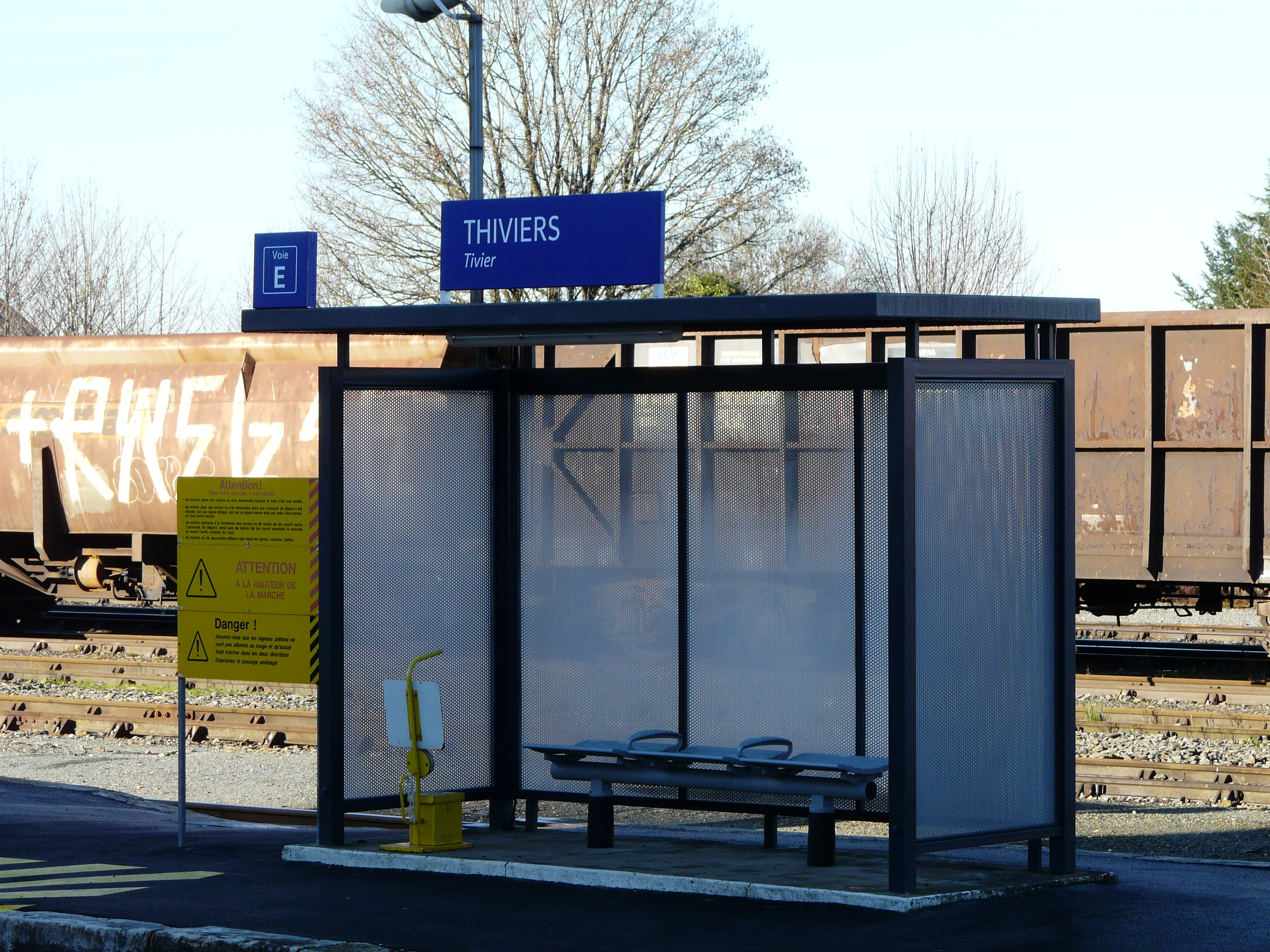
Abri voyageurs.